# Елена Тодоровска
Елена Георгиева Тодоровска е българска биоложка, професор.

## Биография
Родена е на 7 септември 1960 година в Благоевград в семейството на Георги Щерев. В 1983 година завършва молекулярна и функционална биология в Биологическия факултет на Софийския университет. Започва работа като технолог в 1983 година във Фармацевтичния комбинат в Дупница. От 1989 година гради кариера в Агробиоинститут, бивш Институт по генетично инженерство, Костинброд. В 1999 година става „доктор“ по научна специалност молекулярна генетика. Ръководи група „Функционална генетика - житни“ в Агробиоинститута в периода 2003 - 2019 година. В 2008 година става доцент по научна специалност генетика, като в 2016 година става професор. От февруари 2019 година е заместник-директорка на Агробиоинститута. Професор Тодоровска е главен научен секретар на Селскостопанската академия в София.
Авторка е на 90 научни публикации в български, международни и чужди научни списания в областта на растителната, животинска и човешка геномика с множество национални и международни цитирания, като също така участва в серия национални и международни научни проекта. Професор Тодоровска е заместник главен редактор на „Джърнъл Биотекнолоджи енд Биотекнолоджикъл Екуипмънт“ и членка на редакционната колегия на списание „Бългериън Джърнъл ъф Агрикълчъръл Сайънсис“.